# Quetzama
Quetzama (en árabe: القصر المجاز‎, en lenguas bereberes: ⵇⵚⵕ ⵎⴰⵊⴰⵣ, en francés: Ksar Al Majaz) es una comuna marroquí de la provincia de Fahs-Anyera, en la región Tánger-Tetuán-Alhucemas. Está situada en la costa del estrecho de Gibraltar. Limita al este con la comuna de Tagramt, que la separa de la ciudad autónoma española de Ceuta; al norte, con el mar; al oeste, con la comuna de Alcazarseguir; y al sur con la comuna de Anyera. Tiene 8949 habitantes según el censo de 2004.
El puerto de Tánger Med, uno de los mayores de África está situado en esta comuna.